# Zdzislaw L. Sadowski
Zdzislaw Lech Sadowski, né le 10 février 1925 et mort le 6 décembre 2018, est un économiste polonais, vice premier ministre du gouvernement de Zbigniew Messner entre 1987 et 1988, longtemps président du Comité polonais de l'économie (Polskie Towarzystwo Ekonomiczne), membre honoraire du Club de Rome,.